# Dieceza de Rottenburg-Stuttgart

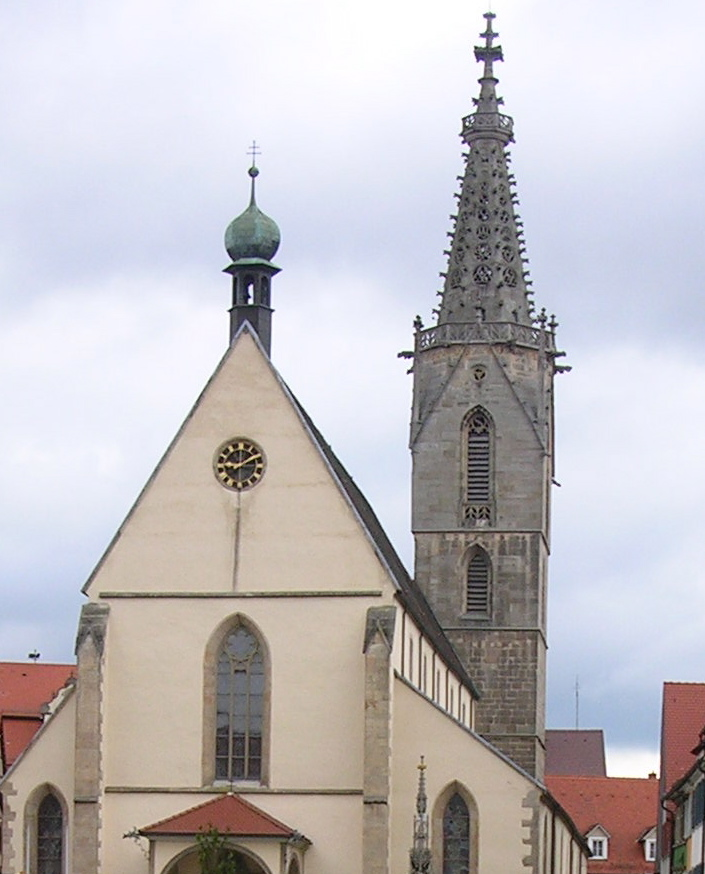
Catedrala din Rottenburg

Dieceza de Rottenburg-Stuttgart (în latină Dioecesis Rottenburgensis-Stutgardiensis) este una din cele douăzecișișapte episcopii ale Bisericii Romano-Catolice din Germania, cu sediul în orașul Rottenburg. Dieceza de Rottenburg-Stuttgart se află în provincia mitropolitană a Arhidiecezei de Freiburg.

## Istoric
Episcopia a fost întemeiată în anul 1821, având inițial numele de Dieceza de Rottenburg. Primul episcop a fost Johann Baptist von Keller. În anul 1978, în urma extinderii diecezei, a fost stabilit un episcop auxiliar la Stuttgart, dieceza schimbându-și numele în Rottenburg-Stuttgart. Actualul episcop este Gebhard Fürst.
Înainte de a deveni cardinal, teologul Walter Kasper a fost episcop de Rottenburg-Stuttgart.